# Бріта Бальдус
Бріта Бальдус (нім. Brita Baldus, 4 червня 1965) — німецька стрибунка у воду.
Учасниця Олімпійських Ігор 1988 року, бронзова медалістка 1992 року в стрибках з 3-метрового трампліна. Бронзова медалістка Чемпіонату світу 1991 року в стрибках з 3-метрового трампліна.